# Ignacio Carrión (baloncestista)
Ignacio Carrión (Quilpué, Chile, 6 de octubre de 1993) es un baloncestista chileno que se desempeña como alero o ala-pívot en Los Leones de Quilpué de la Liga Nacional de Básquetbol de Chile. Es también internacional con la selección de baloncesto de Chile.

## Trayectoria

### Clubes
| Club                  | País      | Año             |
| --------------------- | --------- | --------------- |
| Los Leones de Quilpué | Chile     | 2011 - 2020     |
| Platense              | Argentina | 2020            |
| Los Leones de Quilpué | Chile     | 2021 - Presente |

## Selección nacional
Carrión actuó con la selección de baloncesto de Chile en varios certámenes internacionales: en 2014 fue parte del plantel que consiguió la medalla de plata en el torneo de baloncesto masculino de los Juegos Odesur y en 2016 disputó con el equipo nacional el Campeonato Sudamericano de Baloncesto. 
Posteriormente representó a su país en encuentros enmarcados en las instancias de clasificación a la Copa Mundial de Baloncesto y a la FIBA AmeriCup.
Integró el combinado chileno que disputó el torneo de baloncesto masculino de los Juegos Panamericanos de 2023.

## Vida privada
Carrión es hijo del baloncestista estadounidense Willy Wittemberg y de una mujer chilena.
Estudió kinesiología en la Universidad de Playa Ancha, donde también jugó para el equipo de baloncesto de la institución.